# Joaquín Moya Gil
Joaquín Moya Gil (Amposta, Tarragona, España, 12 de noviembre de 1932-Amposta, 20 de septiembre de 2013) fue un futbolista y entrenador español. Se desempeñaba en posición de centrocampista. Jugó en Primera División la temporada 1956/57 siendo jugador del Club Deportivo Condal.

## Clubes
| Club                   | País   | Años        |
| ---------------------- | ------ | ----------- |
| Amposta Atlètic        | España | 1949 - 1956 |
| Club Deportivo Condal  | España | 1956 - 1960 |
| Gimnàstic de Tarragona | España | 1960 - 1961 |
| CE Sabadell            | España | 1961 - 1963 |
| CD Tortosa             | España | 1963 - 1965 |
| CD Vilanova            | España | 1965 - 1966 |